# Province de Talara
La province de Talara (en espagnol : Provincia de Talara) est l'une des huit provinces de la région de Piura, au nord-ouest du Pérou. Son chef-lieu est la ville portuaire de Talara.

## Géographie

### Situation
La province couvre une superficie de 2 799,49 km2. Elle est limitée à l'ouest par l'océan Pacifique, au nord par la province de Contralmirante Villar (région de Tumbes), à l'est par la province de Sullana, au sud par la province de Paita.

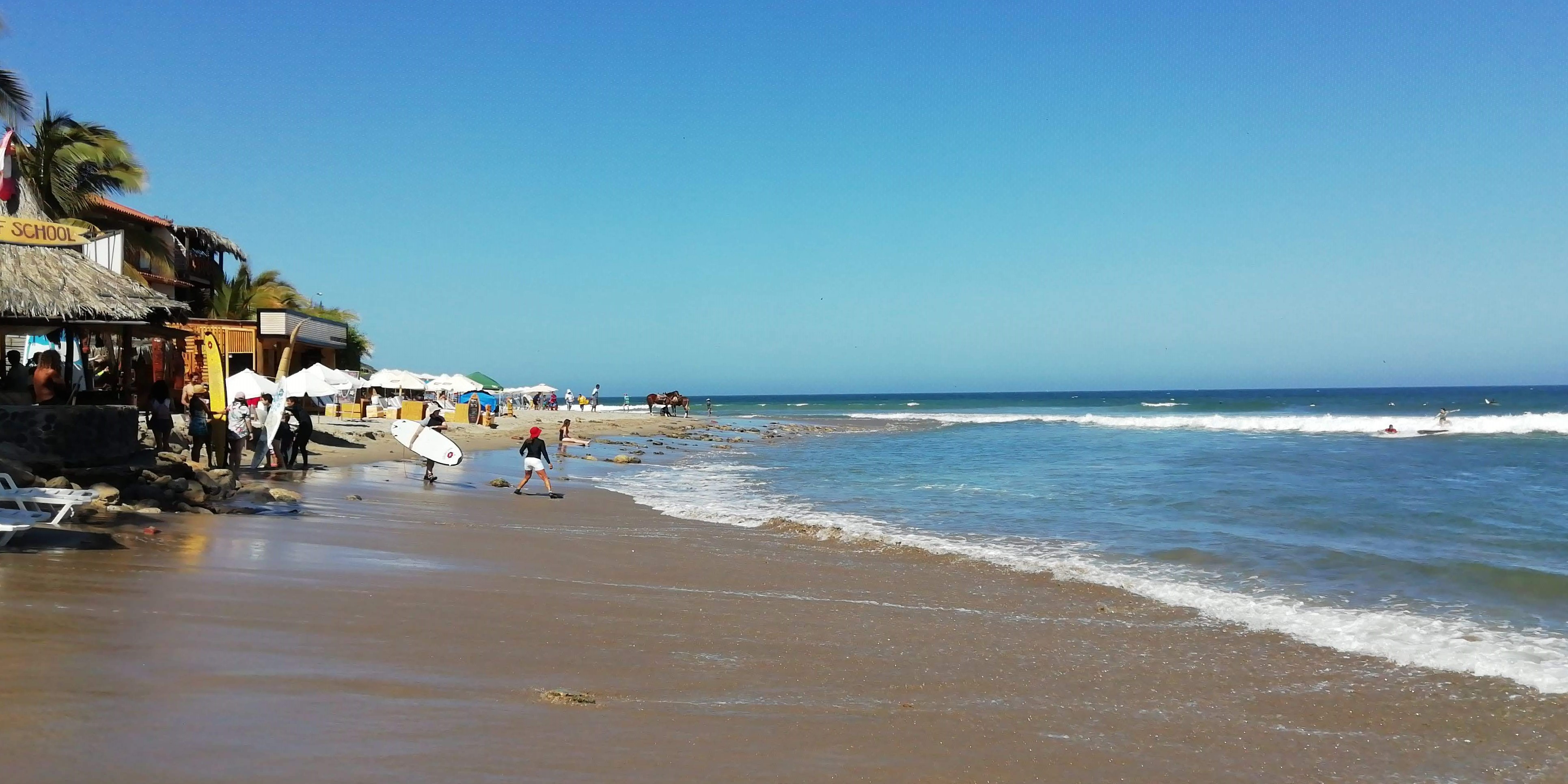
Plage de Mancora, Piura, Pérou

### Relief
La province de Talara est constituée de plateaux désertiques. Des forêts denses de caroubiers occupent des vallées toujours à sec. On trouve dans le secteur des plages réputées telles que Máncora, El Ñuro, Los Órganos et Cabo Blanco.
Punta Pariñas est le point le plus occidental du continent sud-américain, il est situé dans le district de La Brea.

### Climat
La température moyenne annuelle atteint 25 °C.

## Population
La province comptait 122 162 habitants en 2005.

## Subdivisions
La province est divisée en six districts :
- El Alto
- La Brea
- Lobitos
- Los Organos
- Máncora
- Pariñas